# Rabih Alameddine
Rabih Alameddine (en arabe : ربيع علم الدين), né en 1959 à Amman en Jordanie, est un peintre et écrivain libano-américain. 

## Biographie
Né de parents druzes libanais, Rabih Alameddine, grandit au Koweït et au Liban, qu'il quitte à l'âge de dix-sept ans pour vivre d'abord au Royaume-Uni, puis aux États-Unis. Féru de mathématiques, il obtient un diplôme d'ingénieur de l'université de Californie à Los Angeles (UCLA) et un Master of Business à San Francisco. Il commence sa carrière en tant qu'ingénieur avant de se consacrer à l'écriture et à la peinture.
En 2002, il reçoit une bourse Guggenheim. Il partage sa vie entre San Francisco et Beyrouth.
Rabih Alameddine est ouvertement gay.

## Œuvres littéraires
- (en) Koolaids: The Art of War, 1998
- (en) The Perv: Stories, 1999
- (en) I, the Divine: A Novel in First Chapters, 2001
- Hakawati, Flammarion, 2009 ((en) The Hakawati, 2008), trad. Nicolas Richard  (ISBN 978-2-08-120602-1)
- Les Vies de papier, Les Escales, 2016 ((en) An Unnecessary Woman[3],[4], 2014), trad. Nicolas Richard  (ISBN 978-2-36569-206-9)Prix Femina étranger 2016
- L'Ange de l'histoire, Les Escales, 2018 ((en) The Angel of History: A Novel[5],[6], 2016), trad. Nicolas Richard  (ISBN 978-2-36569-399-8)Prix Lambda Literary du meilleur roman gay 2017
- La Réfugiée, Les Escales, 2022 ((en) The Wrong End of the Telescope, 2021), trad. Nicolas Richard  (ISBN 978-2-36569-580-0)PEN/Faulkner Award 2022

## Prix et distinctions
- 2014 : finaliste du National Book Critics Circle Award pour son roman An Unnecessary Woman[7]
- 2014 : lauréat de la médaille d'or de la fiction des California Book Awards pour An Unnecessary Woman[8]
- 2016 : lauréat du prix Femina étranger pour Les Vies de papier[9]
- 2017: lauréat du prix Lambda Literary  du meilleur roman gay pour L'Ange de l'histoire (The Angel of History: A Novel, 2016)
- 2022 : lauréat du prix PEN/Faulkner Award 2022.de la Fiction 2022 pour La Réfugiée